# El Volcancito
El Volcancito es una montaña nacional, ubicada exactamente en el distrito de San Pedro Nonualco, El Salvador. El Volcancito es la cima más alta y elevada del departamento de La Paz. Tiene una elevación de 1,331 metros sobre el nivel del mar. Además de clima fresco, El Volcancito tiene una diversidad de flora y fauna.        

## Toponimia
Su nombre proviene desde el siglo XVIII, popularmente conocido como El Volcancito ya que las personas de la región lo comparaban con el Volcán de San Vicente, utilizaban el diminutivo el volcancito para diferenciarlo, aunque realmente es una montaña salvadoreña y no un volcán. 

## Historia
Originalmente estaba en su totalidad cubierto por un denso bosque, ocasionalmente era visitado por tribus de nonualcos para la caza y recolección. A partir del siglo XIX, algunos inversionistas y familias empezaron a comprar tierras para la producción del café, dando origen a los cantones El Roble Volcancito. Muchas personas de San Pedro Nonualco trabajaban en las cortas de café en gran parte hasta el siglo XX.
Durante el inicio de la guerra civil de El Salvador, marco por completo un antes y un después en la economía de San Pedro Nonualco. El sabotaje a los caficultores y los enfrentamientos ocasionaron un despoblamiento en la montaña, también el declive y abandono de muchas fincas, además de la migración progresiva de muchos salvadoreños hacia los Estados Unidos. 
En la actualidad, aun conserva zonas de bosque y la comunidad campesina del Roble Volcancito se dedican al cultivo de subsistencia y lo complementan mayormente con trabajos en el sector servicios fuera del distrito.  

## Flora y Fauna

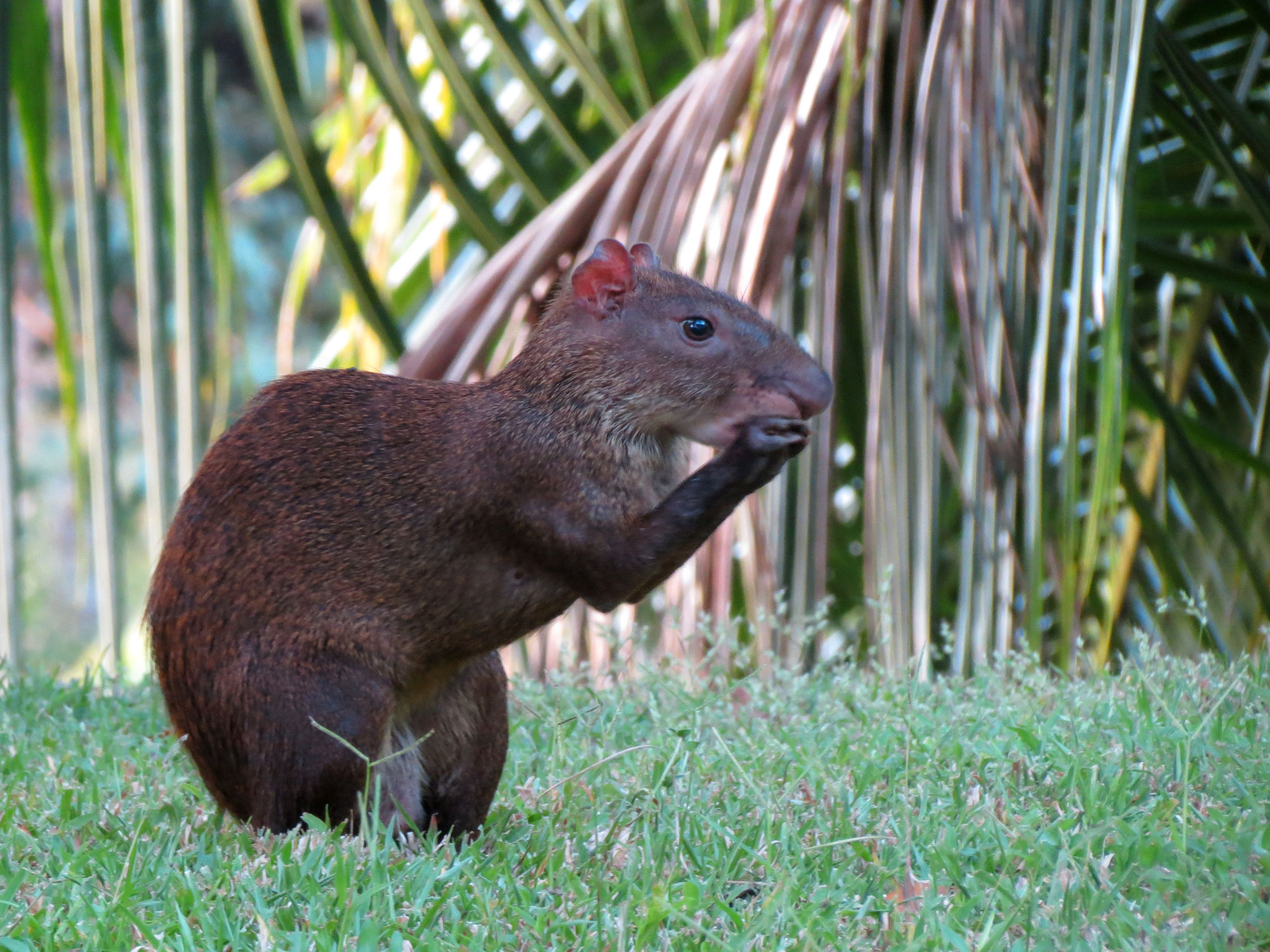
Cotuza
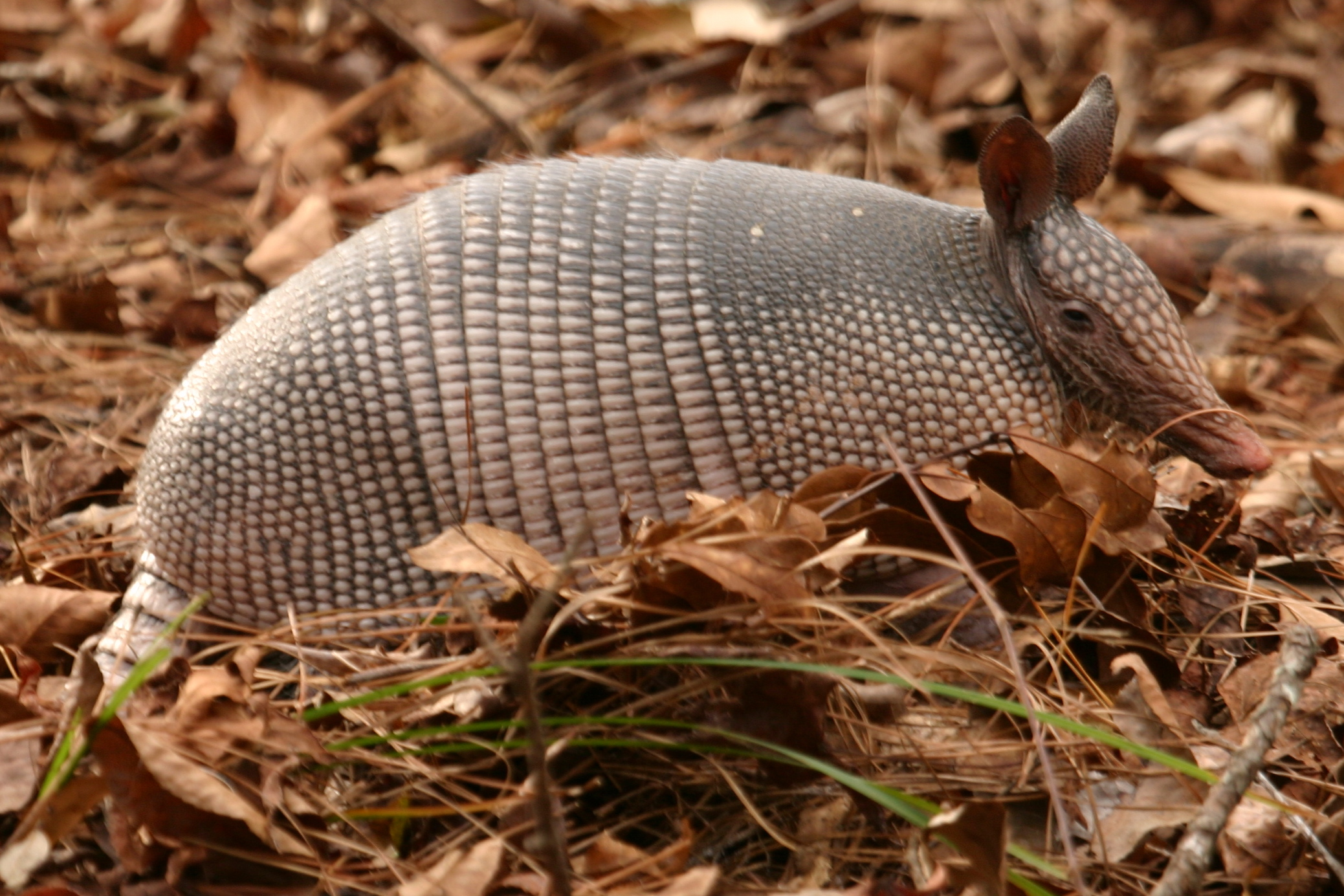
Armadillo
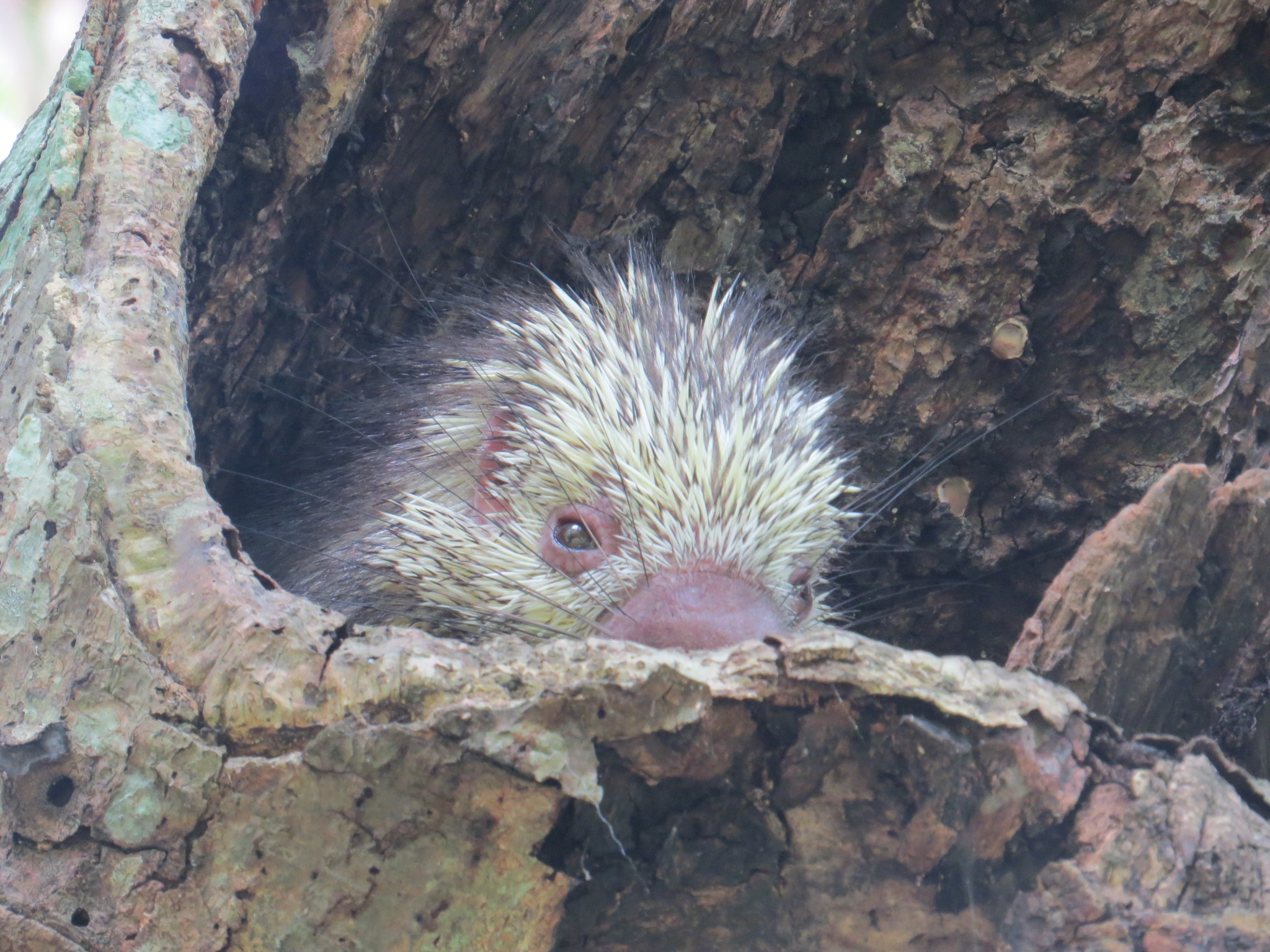
Puercoespín
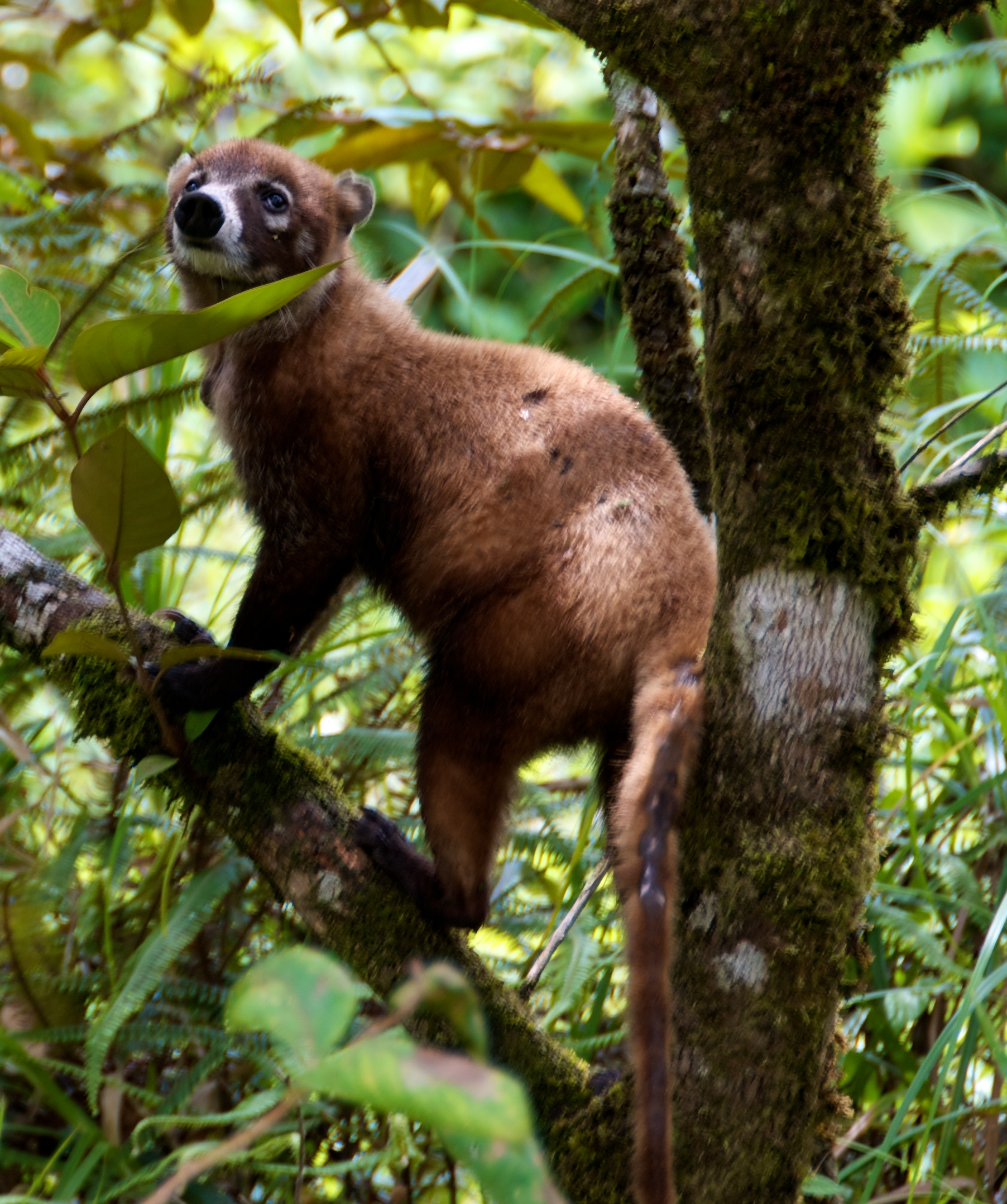
Coatí
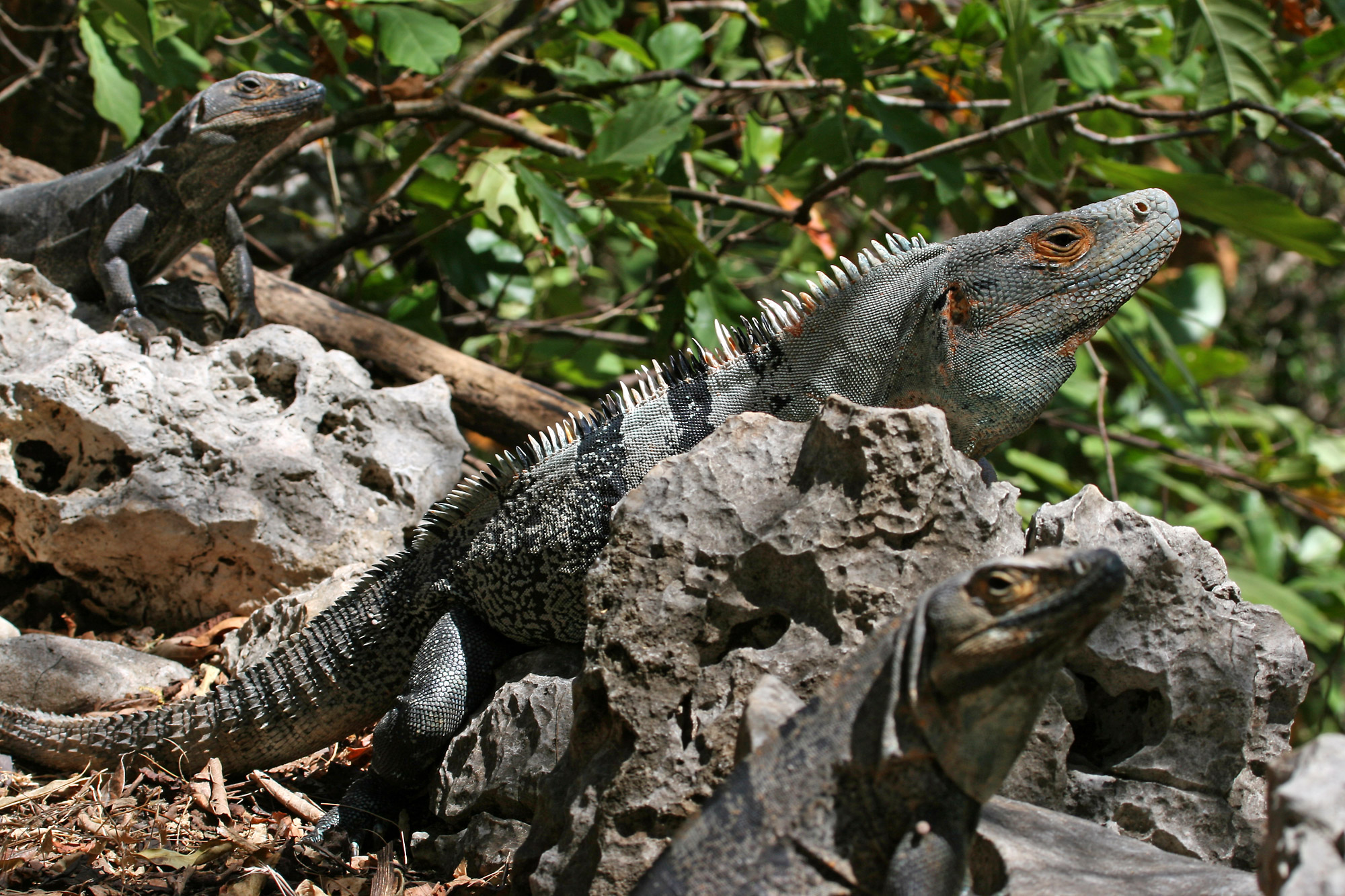
Garrobo
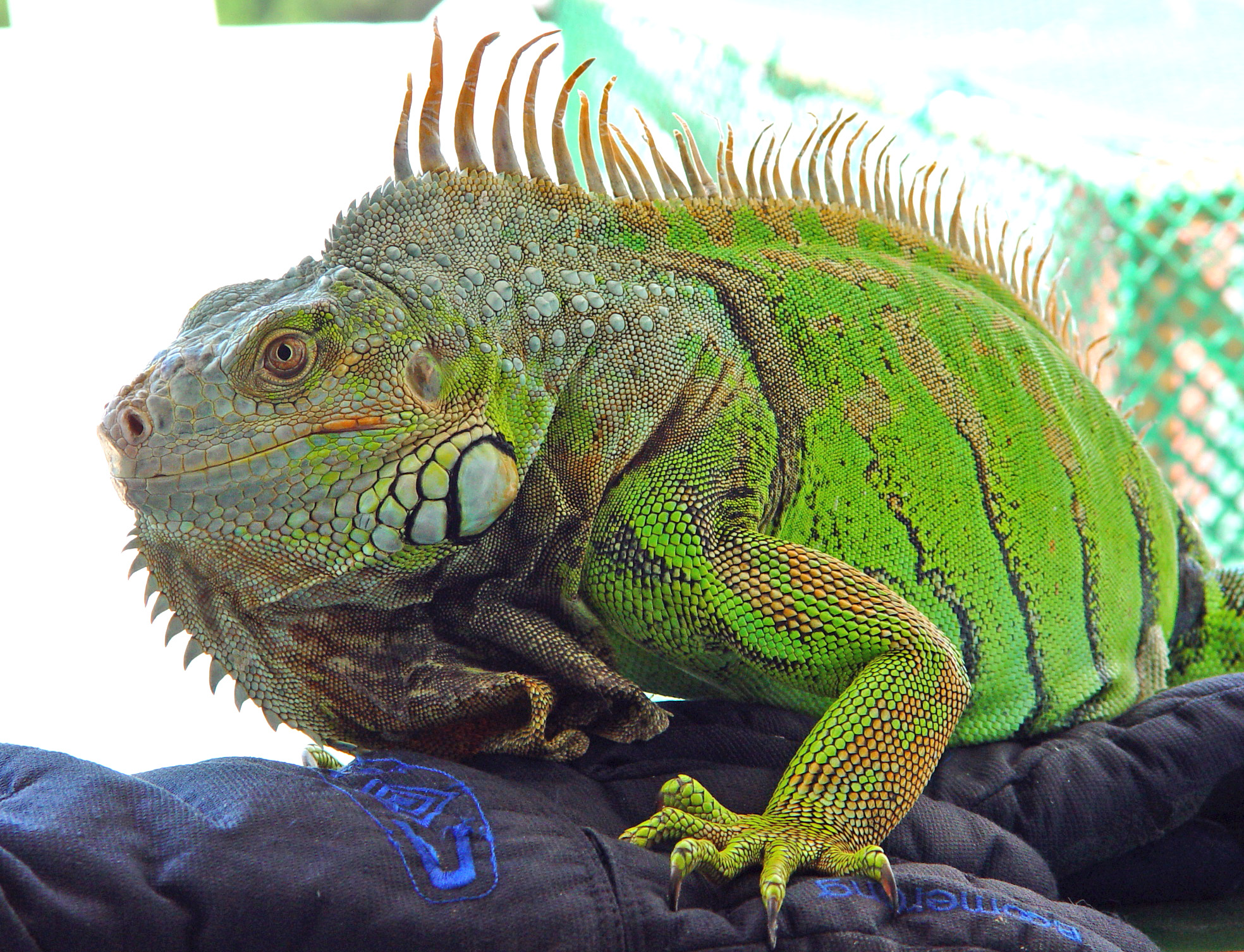
Iguana
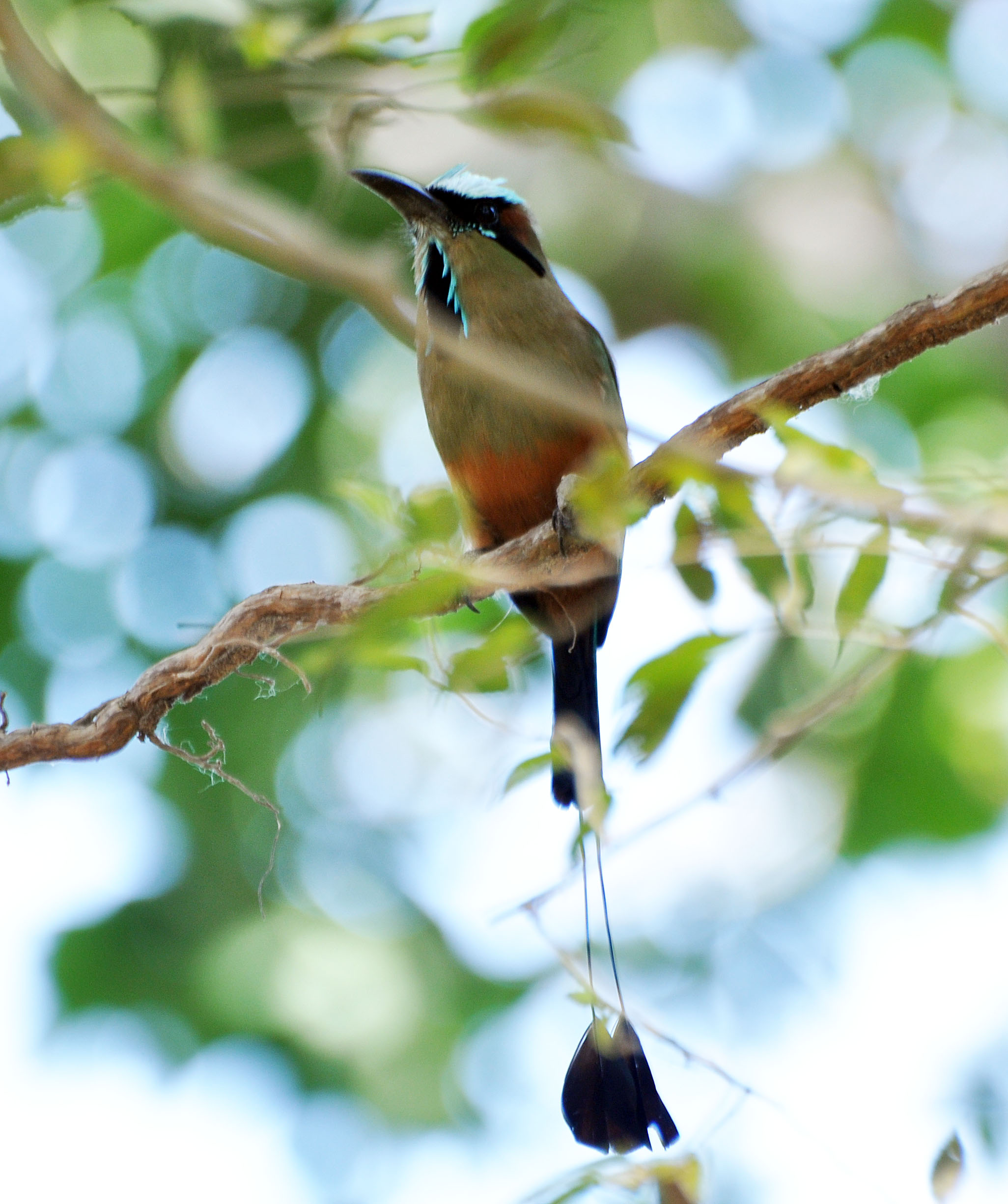
Torogoz
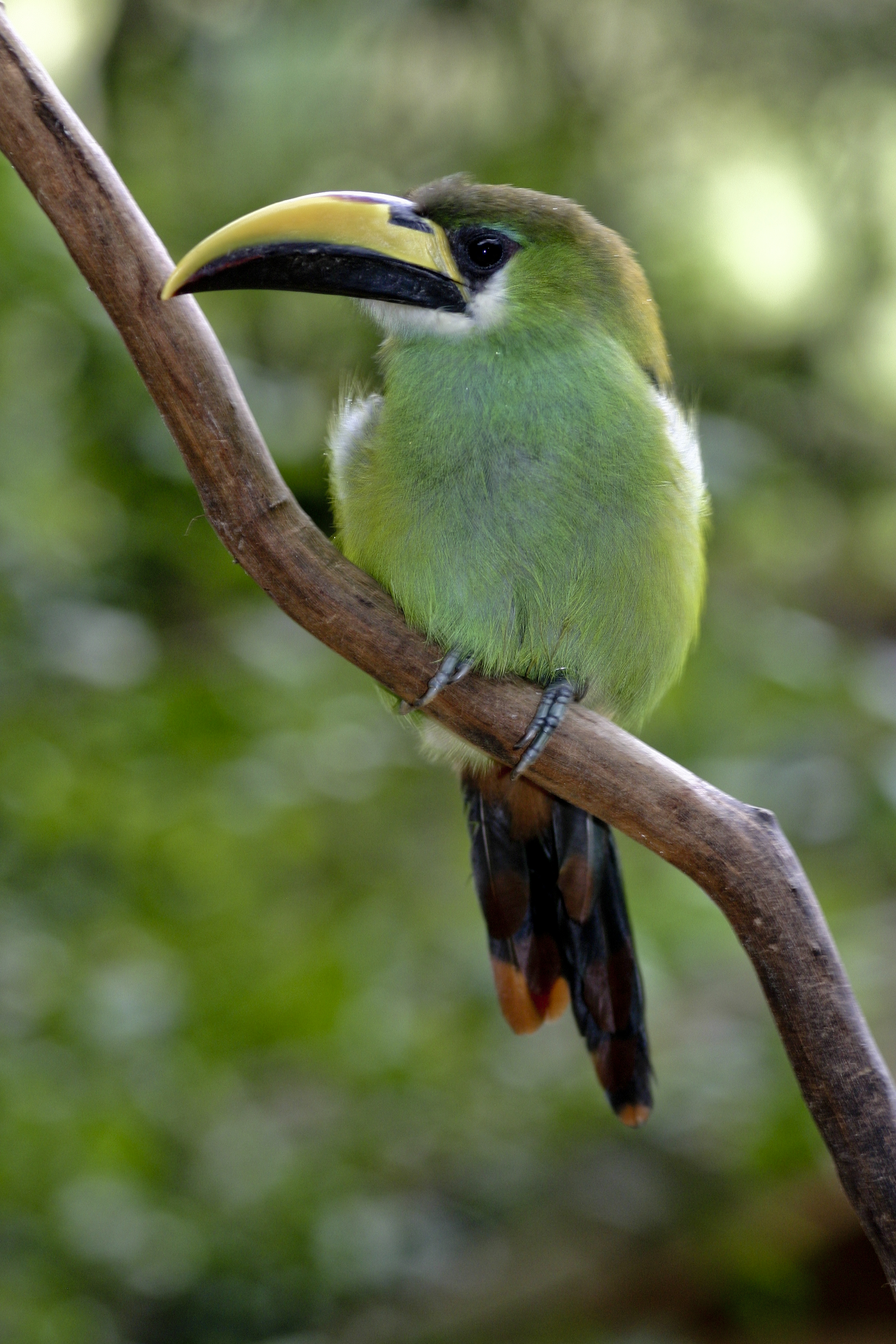
Tucan verde
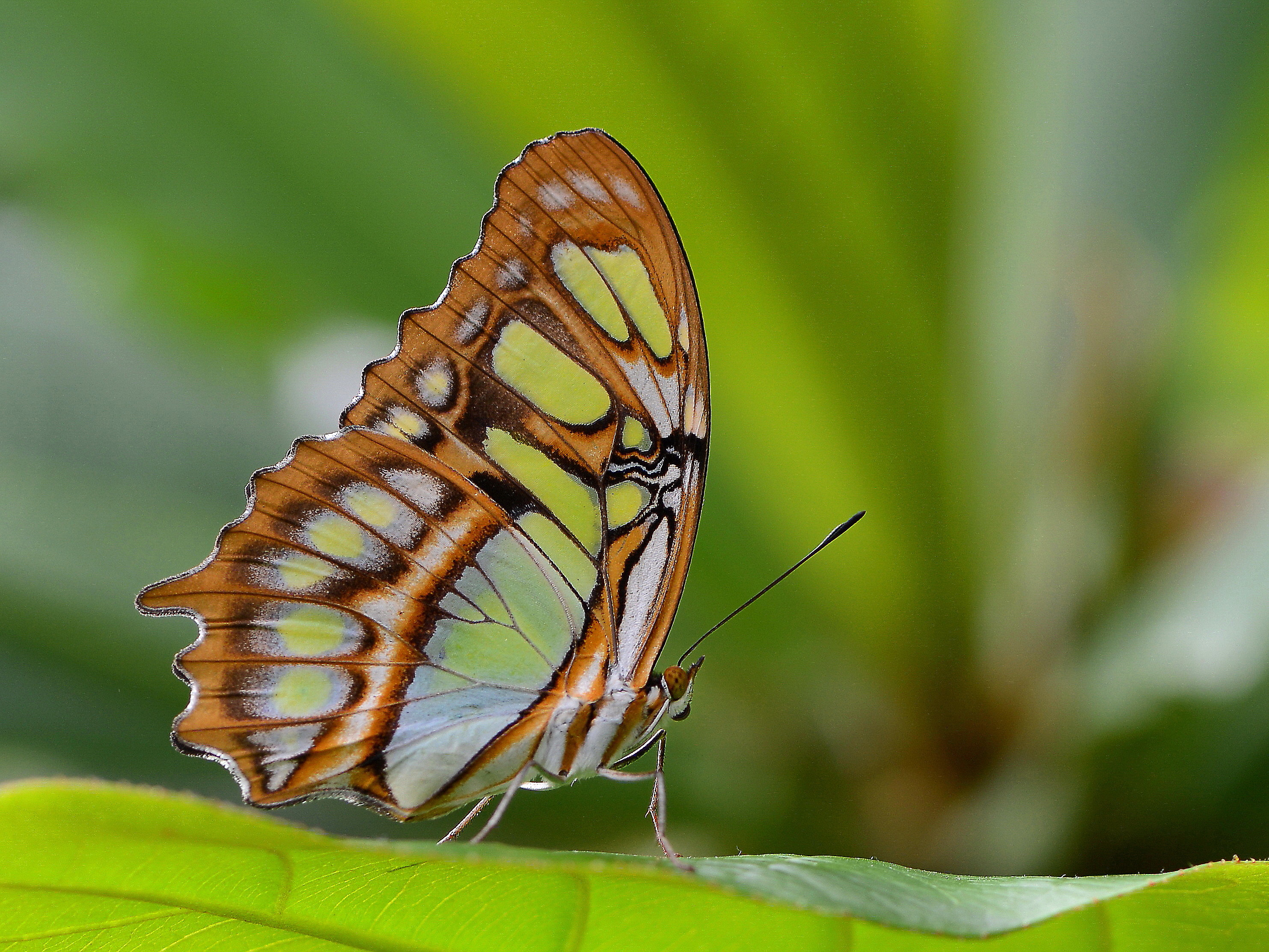
Mariposa camuflada verde
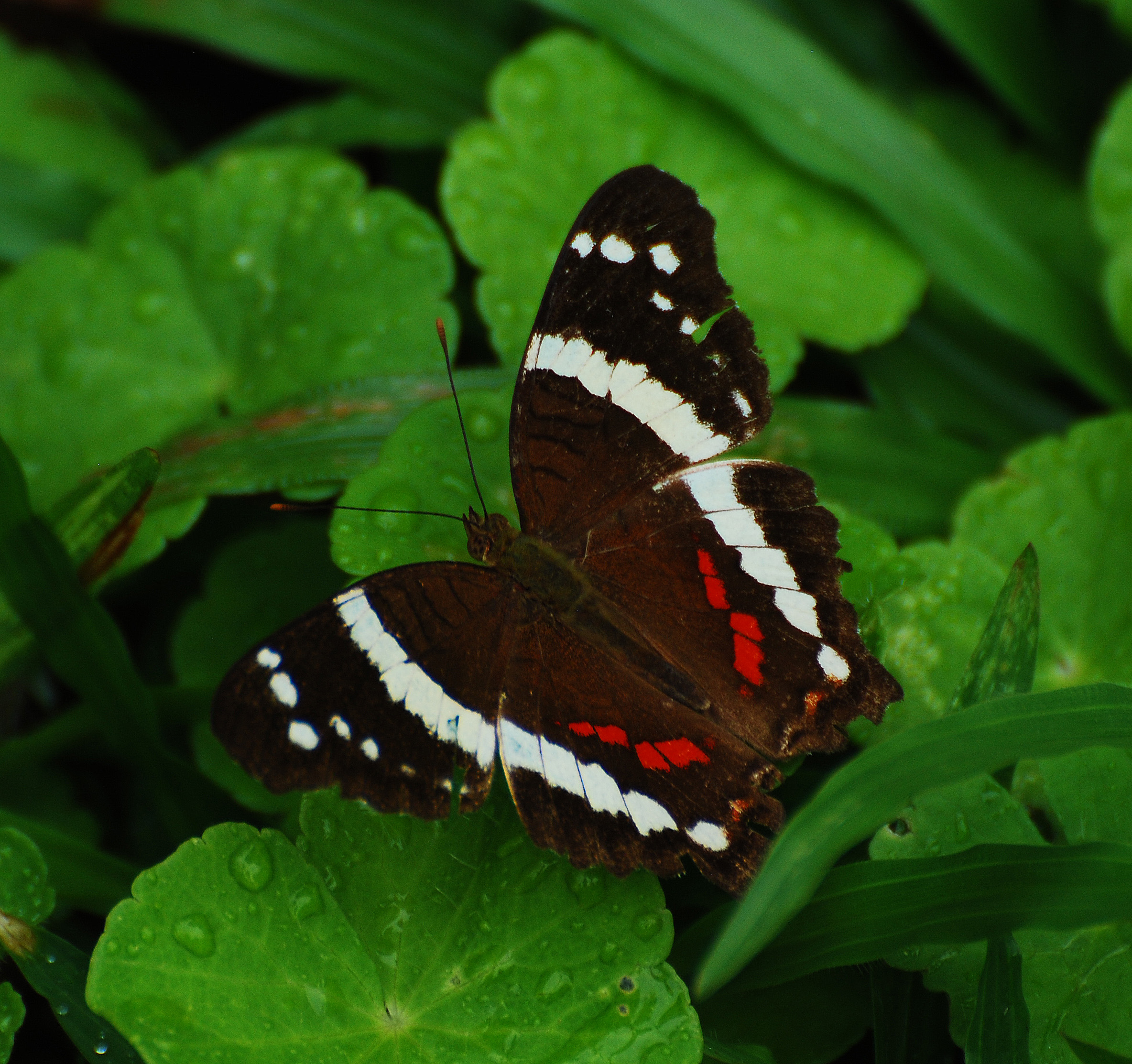
Mariposa pavo real
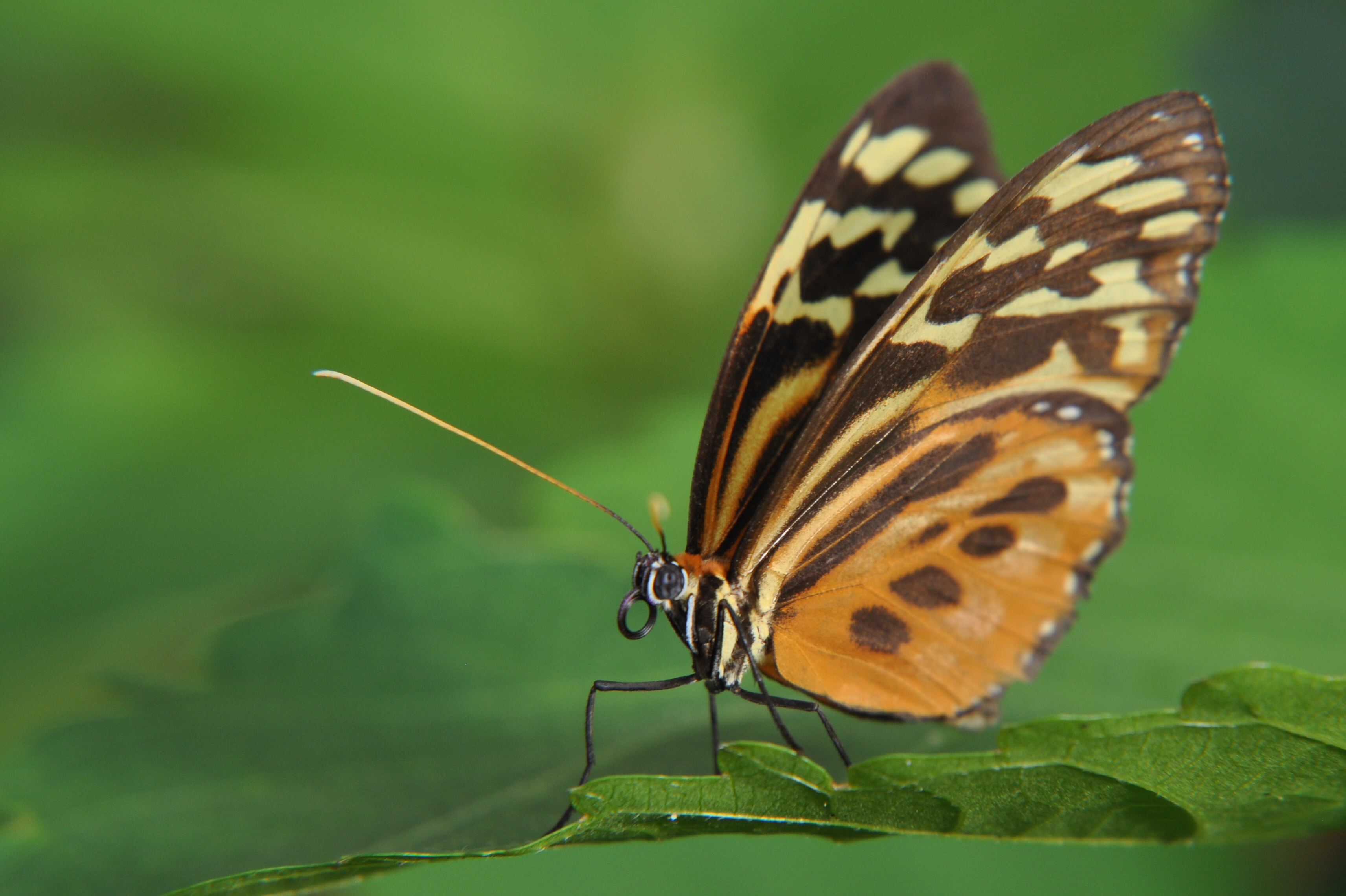
Mariposa tigre
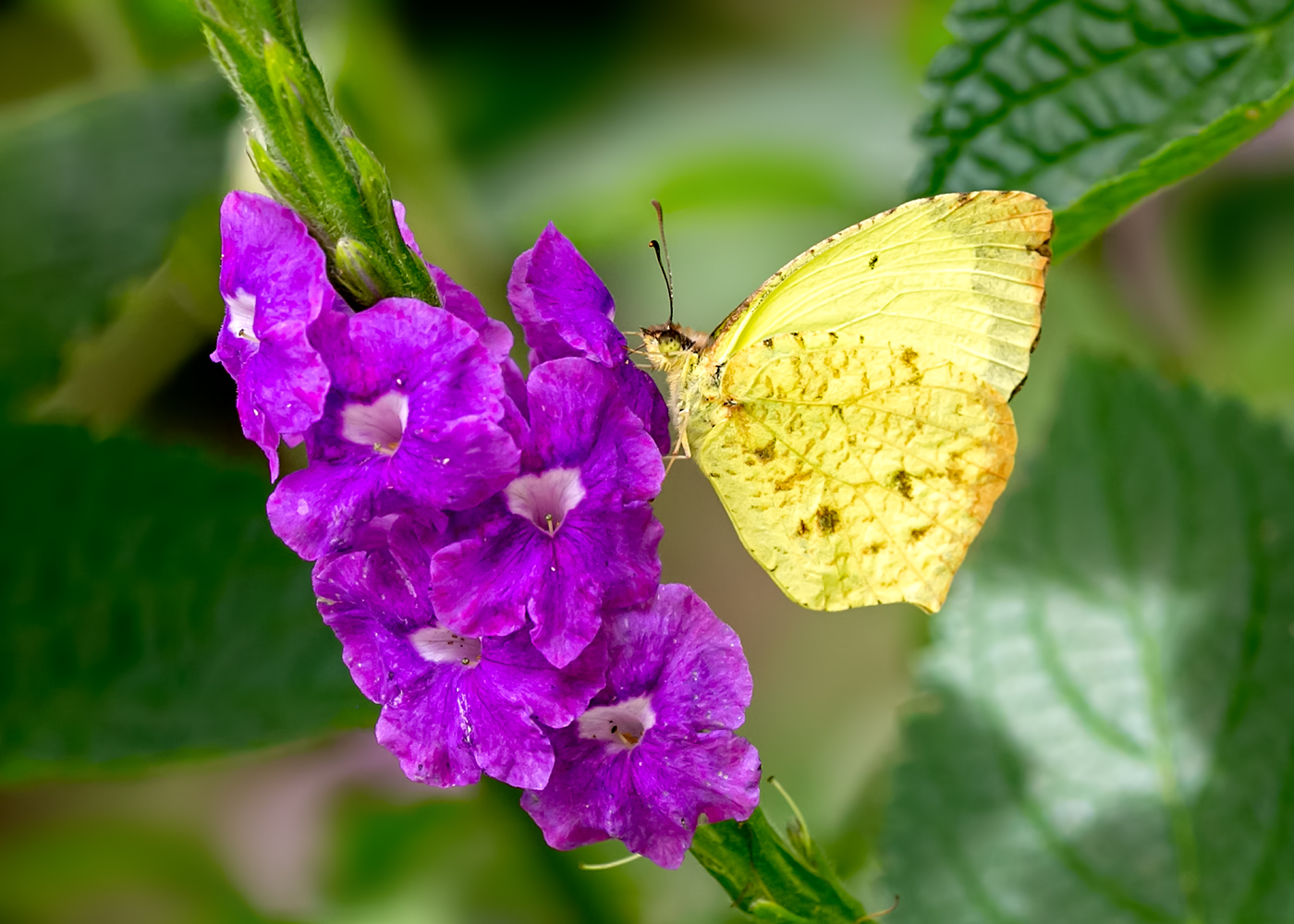
Mariposa salome amarillo
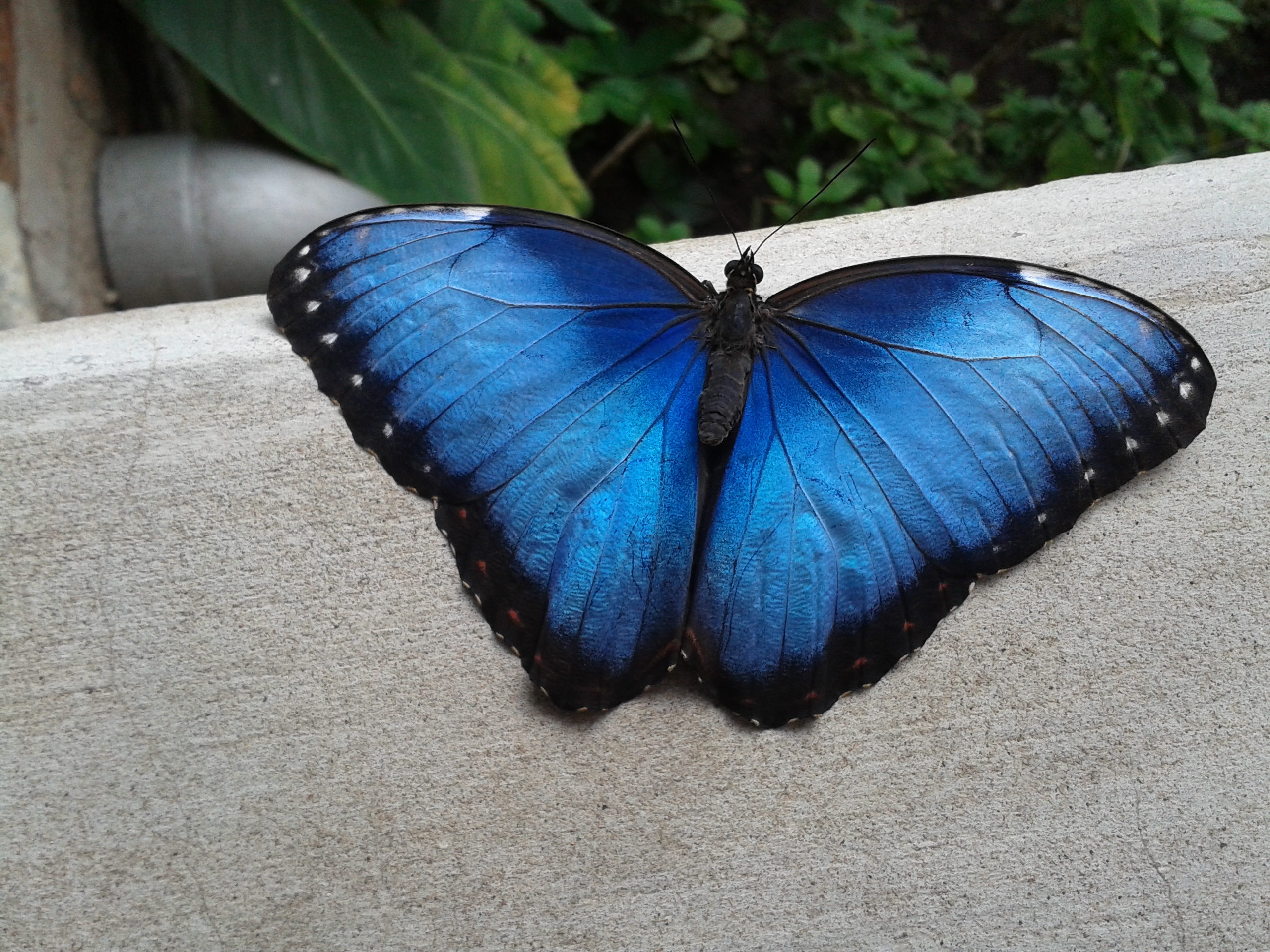
Mariposa Morpho
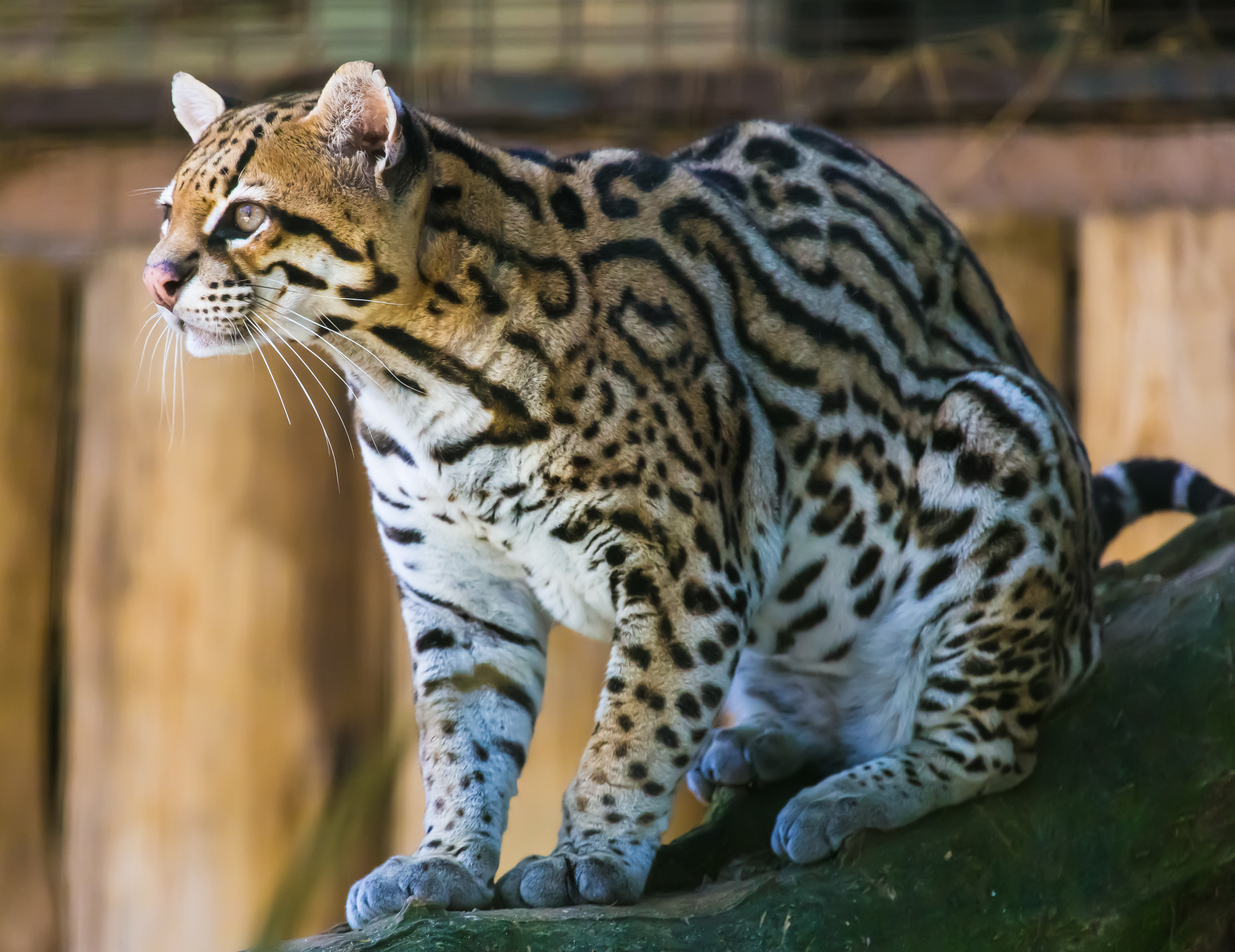
Ocelote
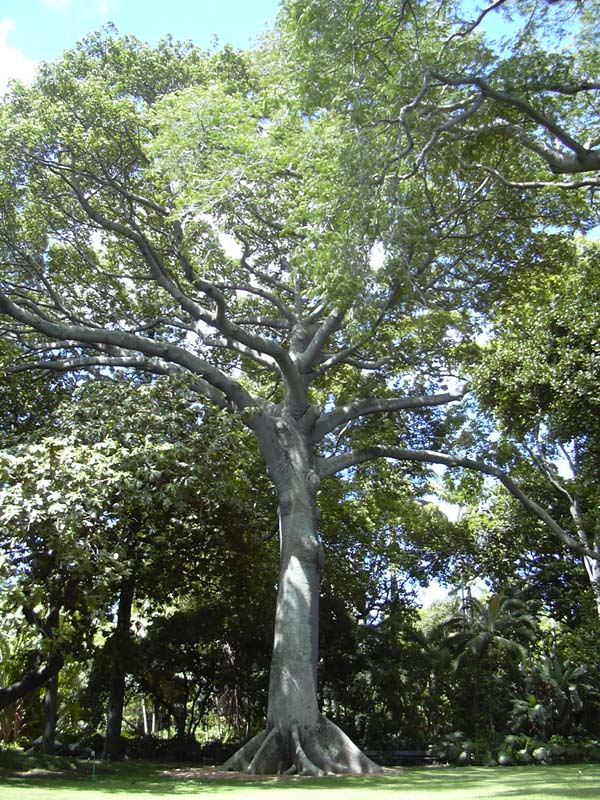
Ceiba
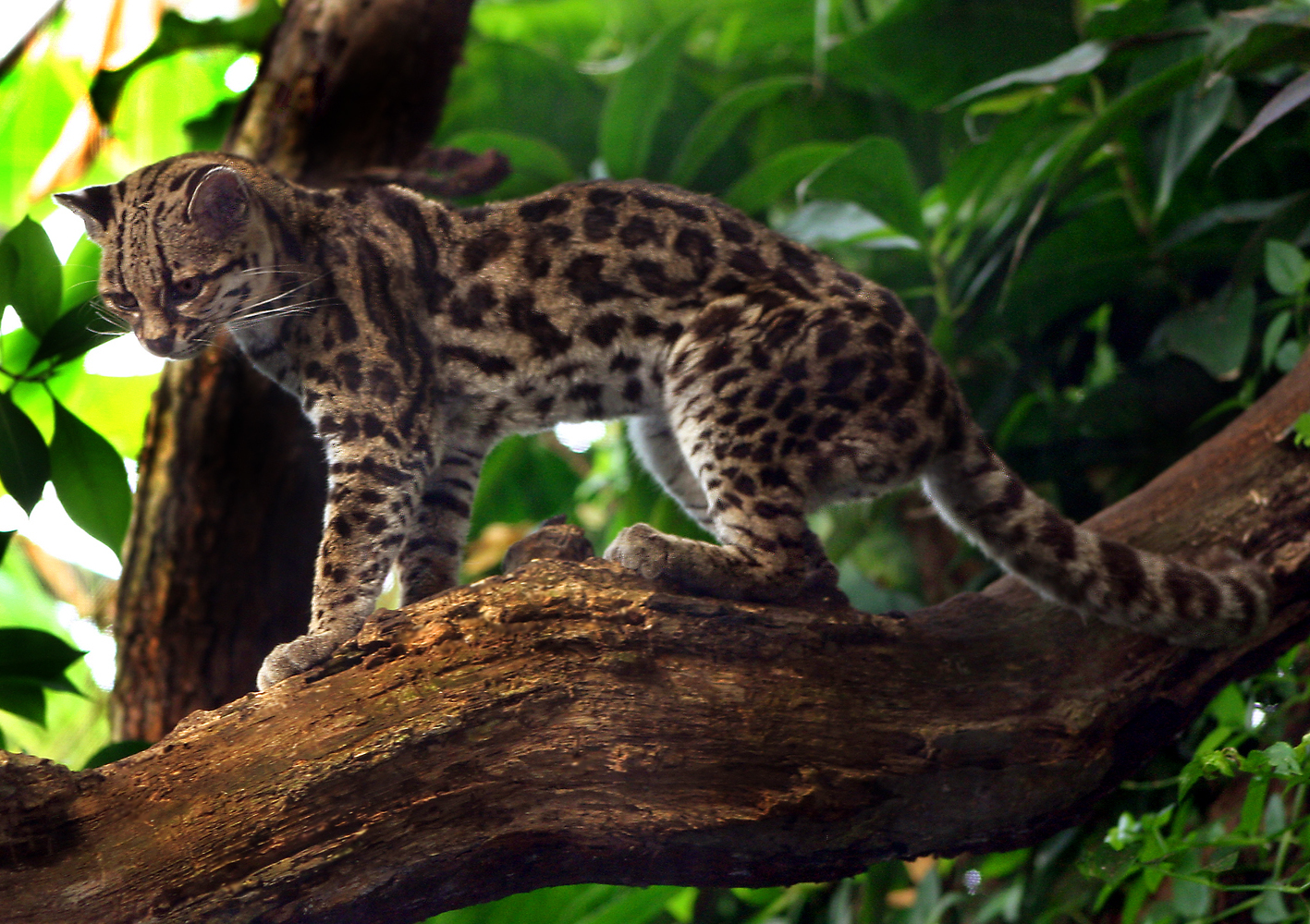
Tigrillo
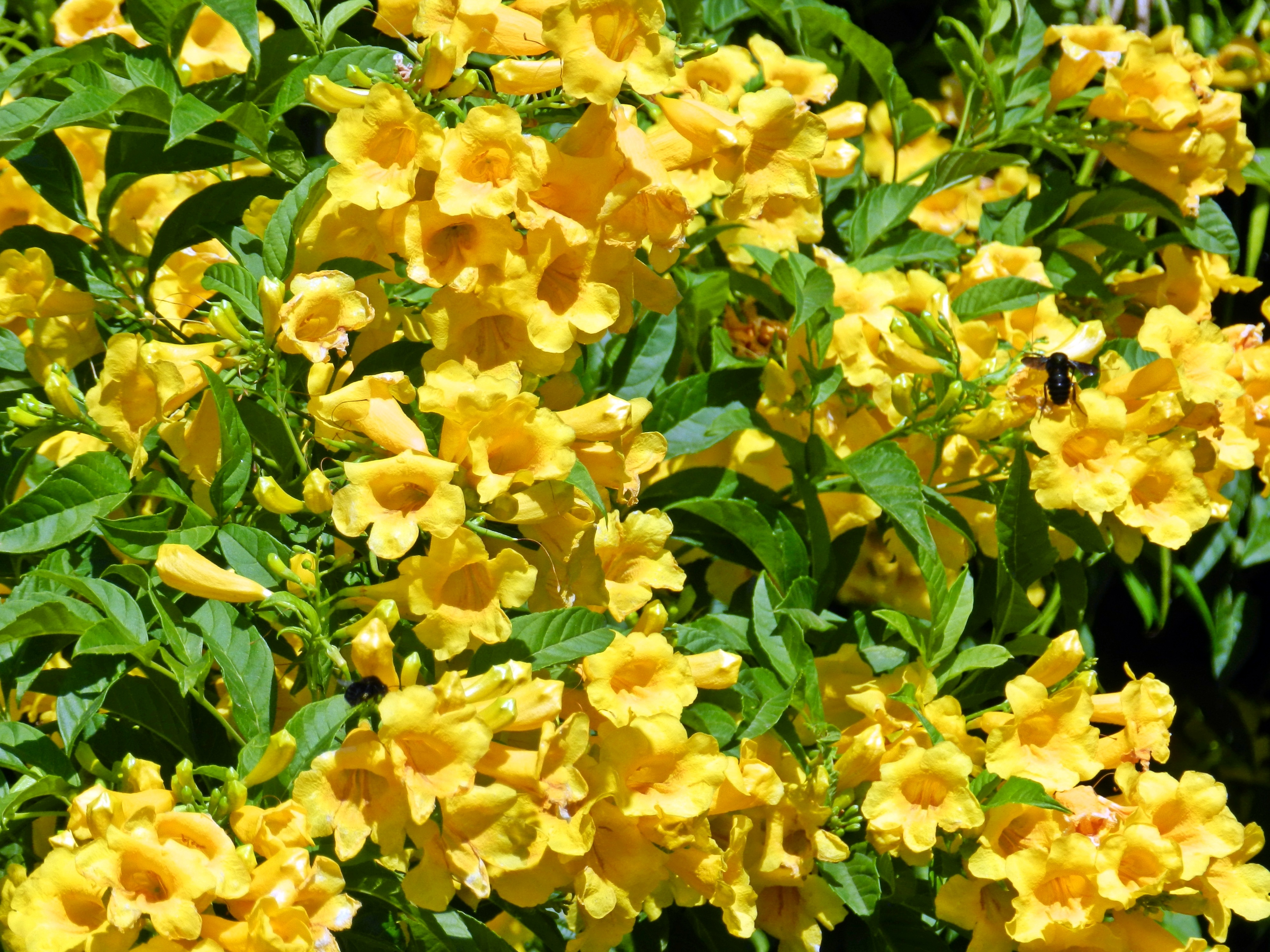
Flor de campana
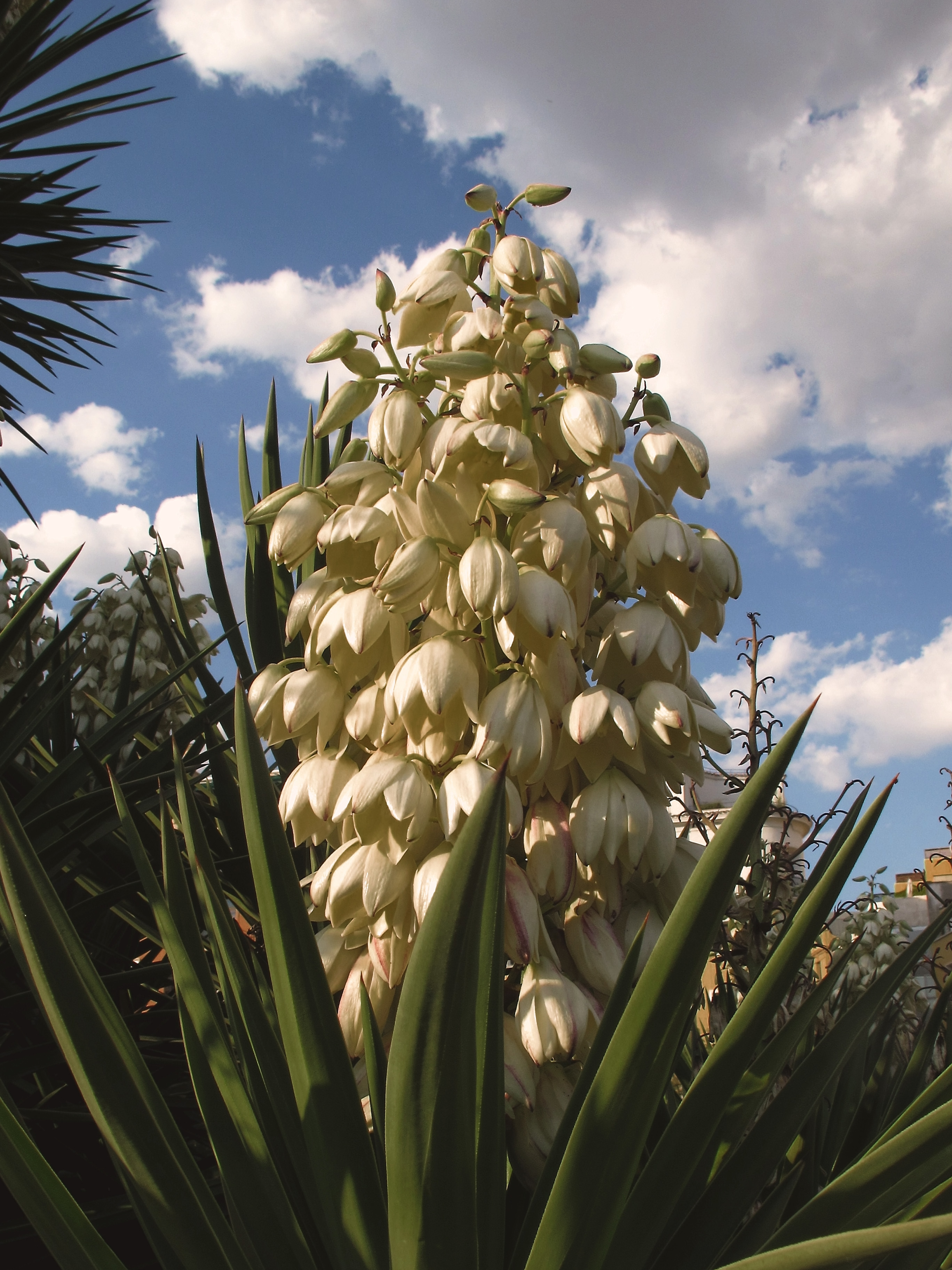
Flor de Izote
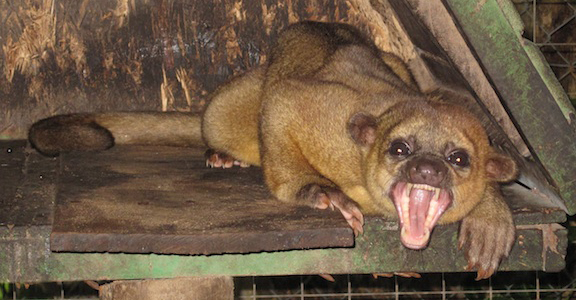
micoleón
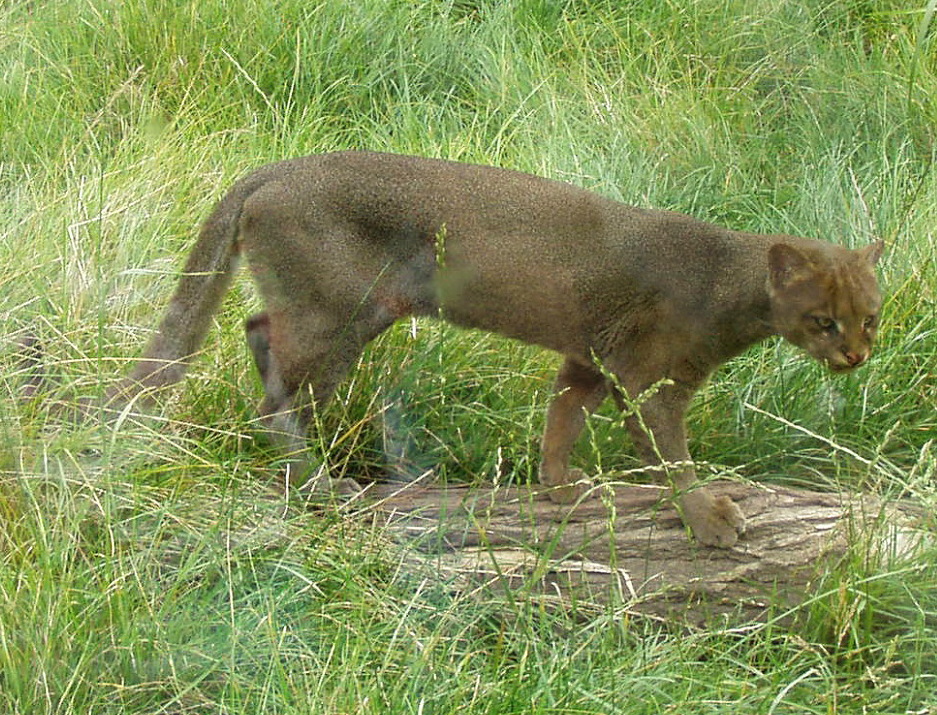
Gato zonto
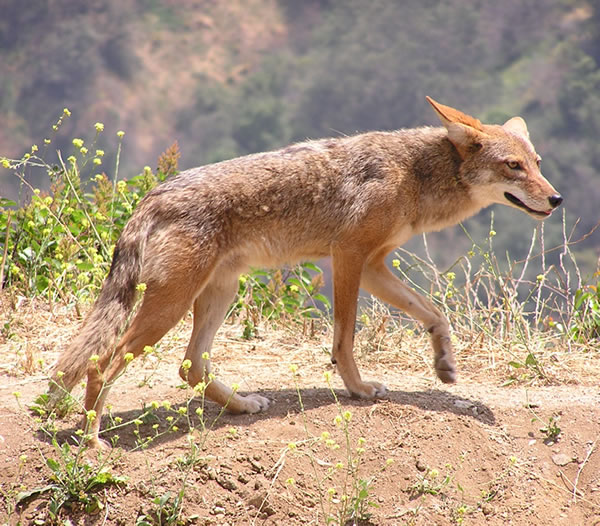
Coyote
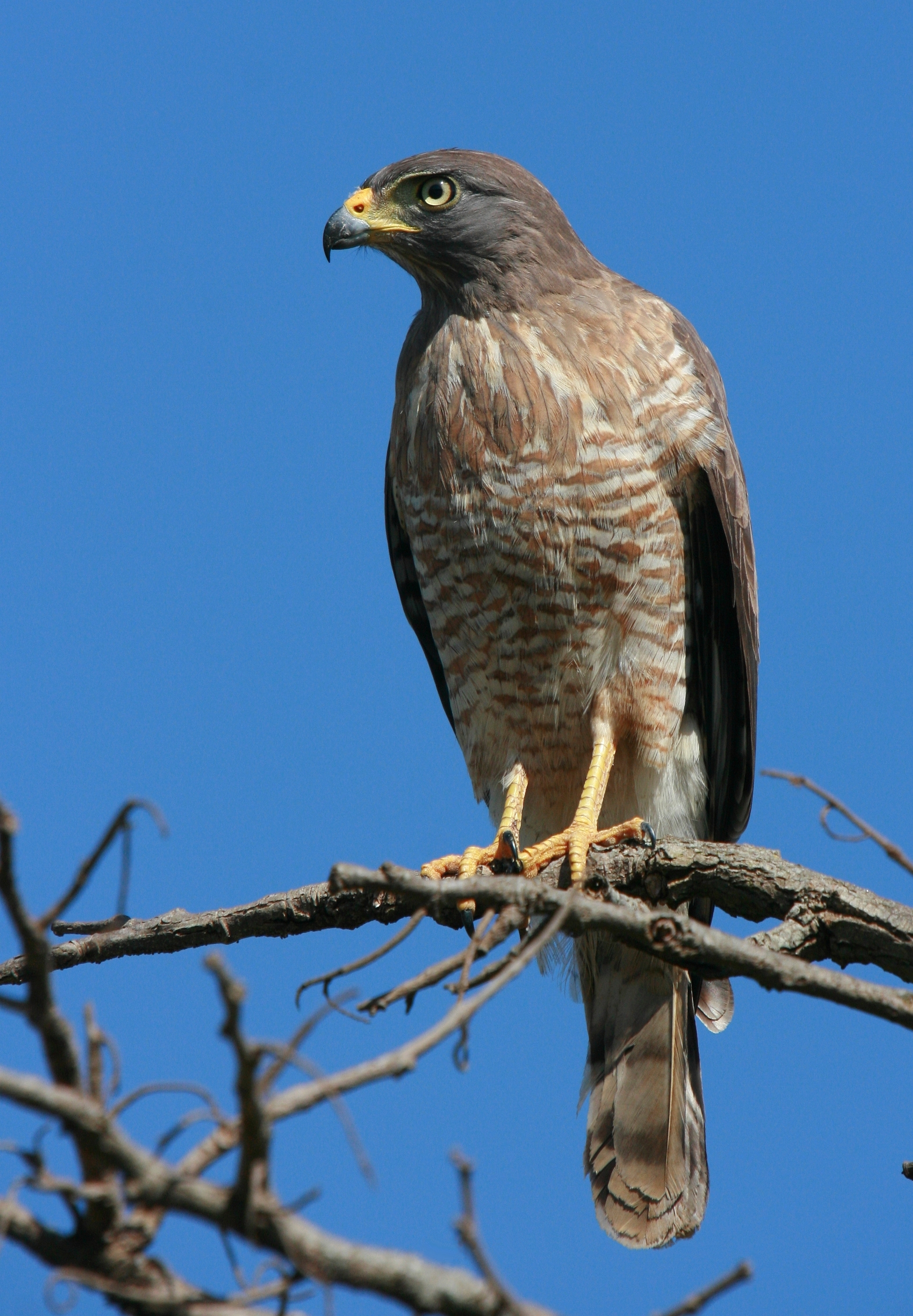
Gavilán
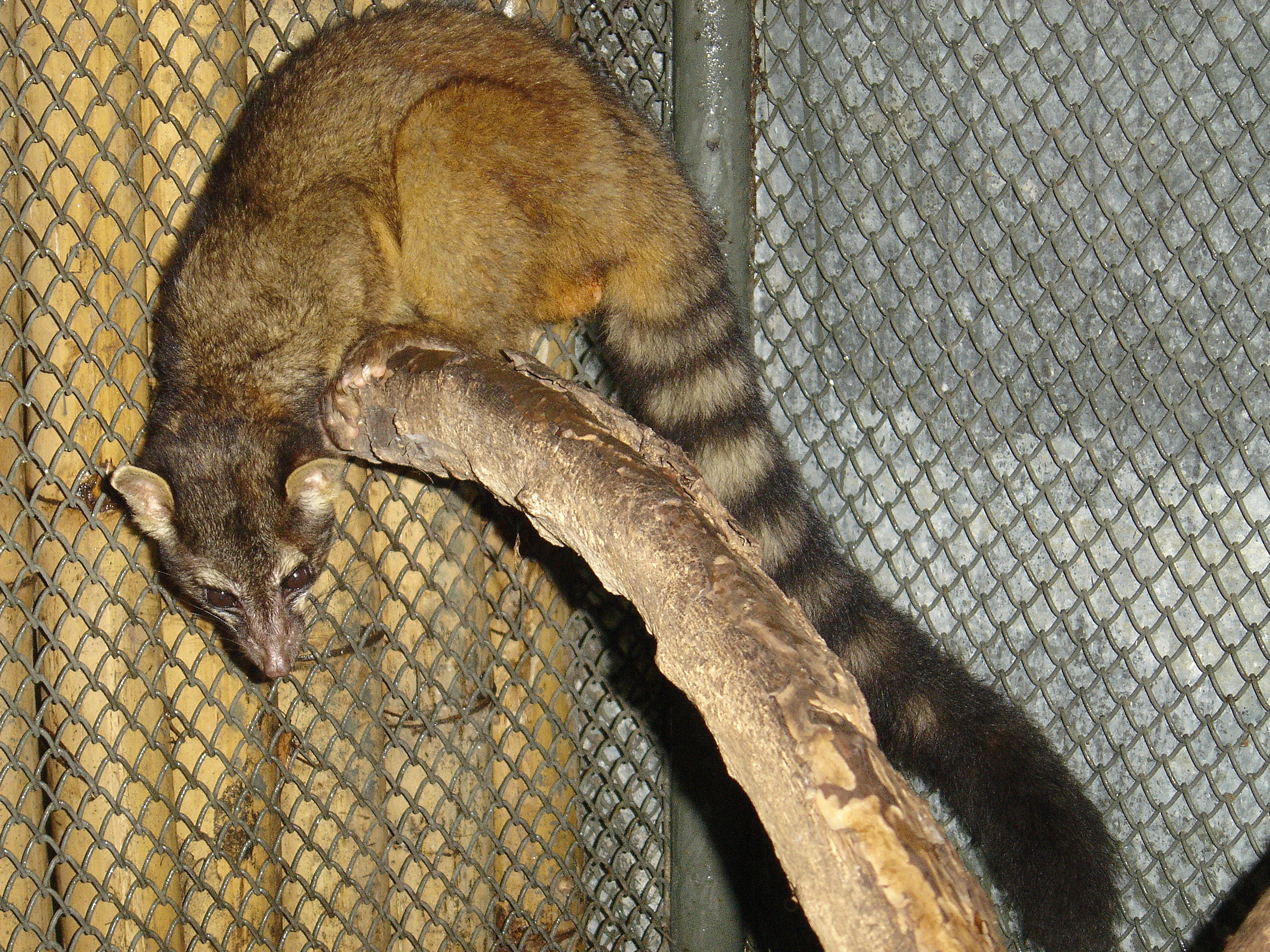
Basarisco